# Ryes
Ne doit pas être confondu avec Rye (Jura), Ri (Orne) ou Ry (Seine-Maritime).
Ryes est une commune française située dans le département du Calvados en région Normandie, peuplée de 491 habitants.

## Géographie
Ryes se situe à 5 kilomètres au nord-est de Bayeux, dans le Bessin.

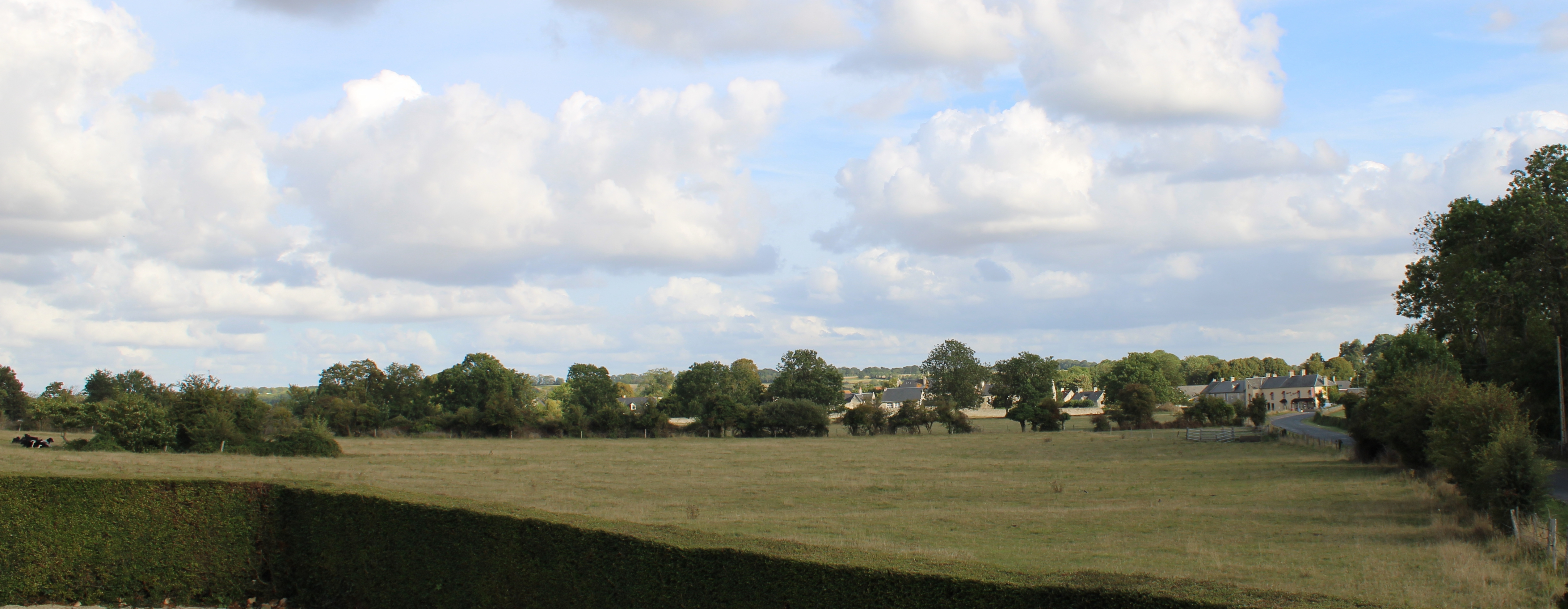
Panorama du village.

| Tracy-sur-Mer   | Arromanches-les-Bains | Saint-Côme-de-Fresné |
| Magny-en-Bessin | Ryes                  | Meuvaines            |
| Sommervieu      | Le Manoir             | Bazenville           |

### Hydrographie
La commune est située dans le bassin Seine-Normandie. Elle est drainée par la Gronde, le fossé 01 de la Ferme des Prés et le cours d'eau 01 de Chateau du Petit Fontaine,,.

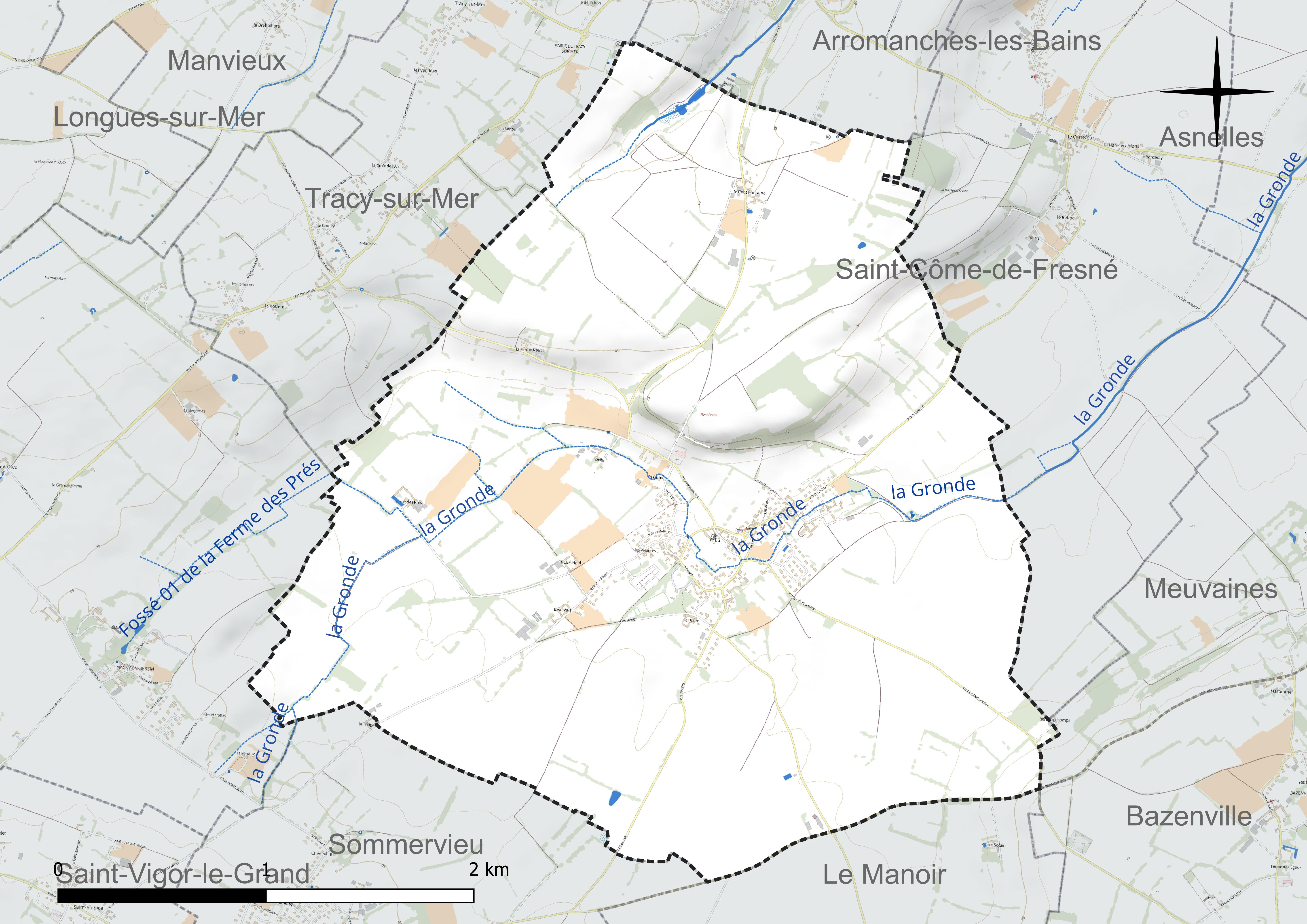
Réseau hydrographique de Ryes.

### Climat
Pour des articles plus généraux, voir Climat de la Normandie et Climat du Calvados.
En 2010, le climat de la commune est de type climat océanique altéré, selon une étude du CNRS s'appuyant sur une série de données couvrant la période 1971-2000. En 2020, Météo-France publie une typologie des climats de la France métropolitaine dans laquelle la commune est exposée à un climat océanique et est dans la région climatique Normandie (Cotentin, Orne), caractérisée par une pluviométrie relativement élevée (850 mm/a) et un été frais (15,5 °C) et venté. Parallèlement le GIEC normand, un groupe régional d'experts sur le climat, différencie quant à lui, dans une étude de 2020, trois grands types de climats pour la région Normandie, nuancés à une échelle plus fine par les facteurs géographiques locaux. La commune est, selon ce zonage, exposée à un « climat des plateaux abrités », correspondant à la plaine agricole de Caen à Falaise, sous le vent des collines de Normandie et proche de la mer, se caractérisant par une pluviométrie et des contraintes thermiques modérées.
Pour la période 1971-2000, la température annuelle moyenne est de 11 °C, avec une amplitude thermique annuelle de 11,2 °C. Le cumul annuel moyen de précipitations est de 720 mm, avec 12,1 jours de précipitations en janvier et 7,8 jours en juillet. Pour la période 1991-2020, la température moyenne annuelle observée sur la station météorologique la plus proche, située sur la commune de Bernières-sur-Mer à 15 km à vol d'oiseau, est de 11,7 °C et le cumul annuel moyen de précipitations est de 695,0 mm,. Pour l'avenir, les paramètres climatiques de la commune estimés pour 2050 selon différents scénarios d'émission de gaz à effet de serre sont consultables sur un site dédié publié par Météo-France en novembre 2022.

## Urbanisme

### Typologie
Au 1er janvier 2024, Ryes est catégorisée commune rurale à habitat dispersé, selon la nouvelle grille communale de densité à 7 niveaux définie par l'Insee en 2022.
Elle est située hors unité urbaine. Par ailleurs la commune fait partie de l'aire d'attraction de Caen, dont elle est une commune de la couronne,. Cette aire, qui regroupe 296 communes, est catégorisée dans les aires de 200 000 à moins de 700 000 habitants,.

### Occupation des sols
L'occupation des sols de la commune, telle qu'elle ressort de la base de données européenne d'occupation biophysique des sols Corine Land Cover (CLC), est marquée par l'importance des territoires agricoles (95,2 % en 2018), une proportion sensiblement équivalente à celle de 1990 (95,5 %). La répartition détaillée en 2018 est la suivante :
terres arables (65,8 %), prairies (22 %), zones agricoles hétérogènes (7,4 %), zones urbanisées (4,8 %). L'évolution de l'occupation des sols de la commune et de ses infrastructures peut être observée sur les différentes représentations cartographiques du territoire : la carte de Cassini (XVIIIe siècle), la carte d'état-major (1820-1866) et les cartes ou photos aériennes de l'IGN pour la période actuelle (1950 à aujourd'hui).

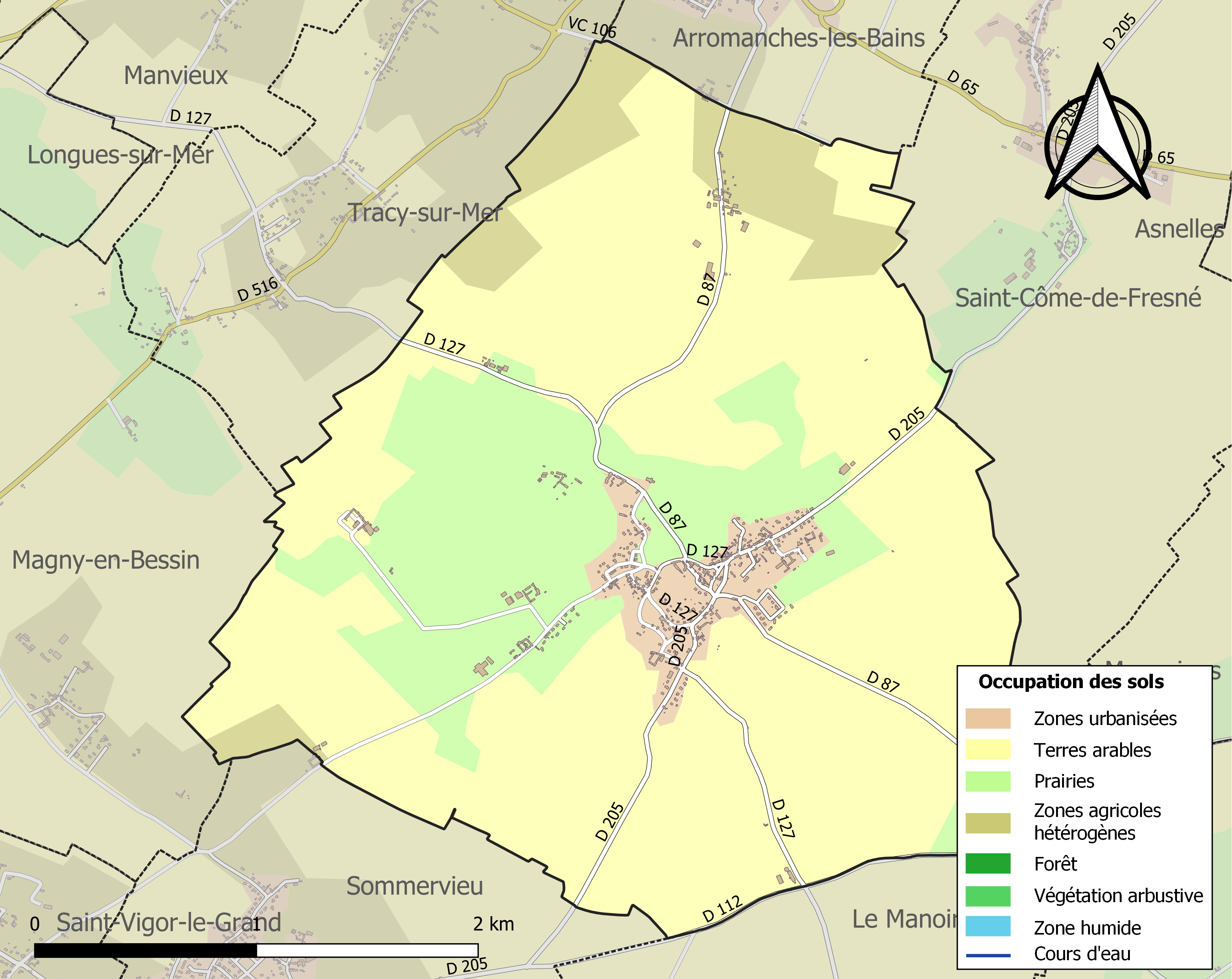
Carte des infrastructures et de l'occupation des sols de la commune en 2018 (CLC).

## Toponymie

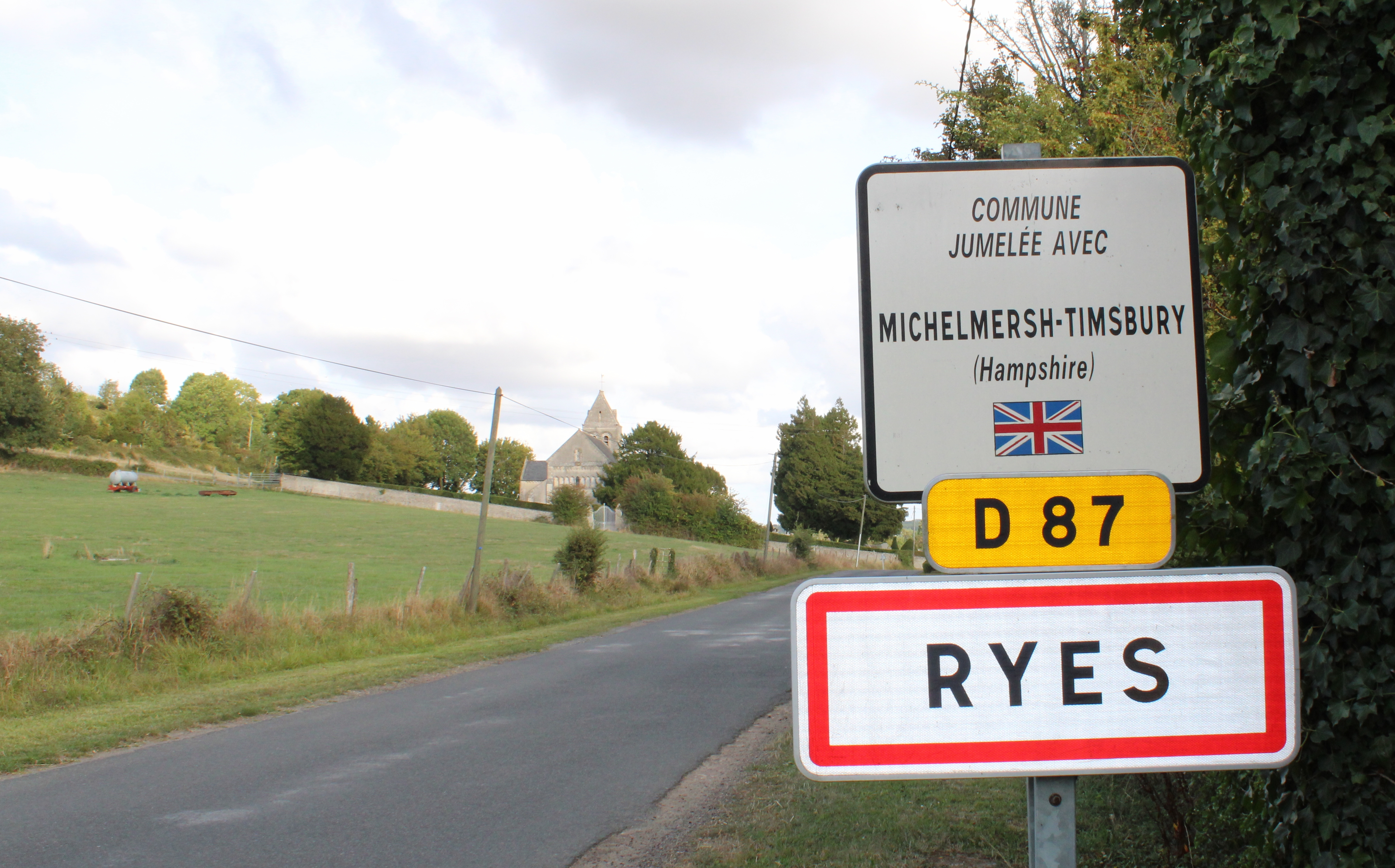
Entrée du village.

Le nom de la localité est attesté sous les formes Ria en 1025 (Fauroux 34) ; Rigia en 1058 (Lucien Musset, Saint-Gabriel) ou 1060 ; Ria en 1082 (Musset, Abbaye caennaise) ; Rie vers 1170 ; Rya en 1203 (Magni rotuli, p. 18) ; Rye en 1250 (Magni rotuli, p. 114).
Selon François de Beaurepaire, il s'agit, d'après les formes anciennes, d'un terme apparenté au mot français raie (< ancien français roie), comme Ry (Seine-Maritime, Ricum 1236). Il est issu du gallo-roman *RICA, d'un type gaulois *ricā « sillon » cf. moyen gallois rych « sillon » et vieux breton rec (> breton rec'h « déchirement »), répandu dans toute l'aire gallo-romane et attesté en bas latin par les formes riga, rega, rige (v. FEW t. 10, p. 393–394),. Cependant, dans un ouvrage plus récent, le même auteur propose une solution toute différente, à savoir un hypothétique *rivia (forme féminine de rivus > riu / ru « ruisseau ») qu'il compare avec La Rye, cours d'eau du département de la Vienne.

## Histoire
La commune a donné son nom aux seigneurs de la famille de Ryes, contemporains de Guillaume le Conquérant. Le seigneur de Ryes, Hubert de Ryes, est cité au milieu XIe siècle pour avoir accueilli le duc Guillaume aux prises avec ses barons révoltés. Il l'a ensuite sauvé en le faisant escorter par ses trois fils jusqu'à Falaise pendant que lui-même envoyait les barons révoltés dans une autre direction.
Le 1er juillet 1899, une voie ferrée d'intérêt local à 60 cm d'écartement est ouverte entre Courseulles et Bayeux par les Chemins de fer du Calvados. Le même jour, une branche partant de Ryes vers Arromanches est également mise en service. La ligne principale et son embranchement sont déclassés du réseau le 29 septembre 1932.

## Politique et administration
| Période                                  | Période         | Identité        | Étiquette | Qualité                             |
| ---------------------------------------- | --------------- | --------------- | --------- | ----------------------------------- |
| 1959                                     | 1995            | Jean Pidoux     | SE        | Huissier                            |
| 1995                                     | mars 2008       | Patrice Lievens | SE        | Instituteur                         |
| mars 2008                                | mai 2020        | Françoise Marie | SE        | Préparatrice en pharmacie retraitée |
| mai 2020                                 | Mandat en cours | Roger Gucciardi | Horizons  | Entrepreneur                        |
| Les données manquantes sont à compléter. |                 |                 |           |                                     |

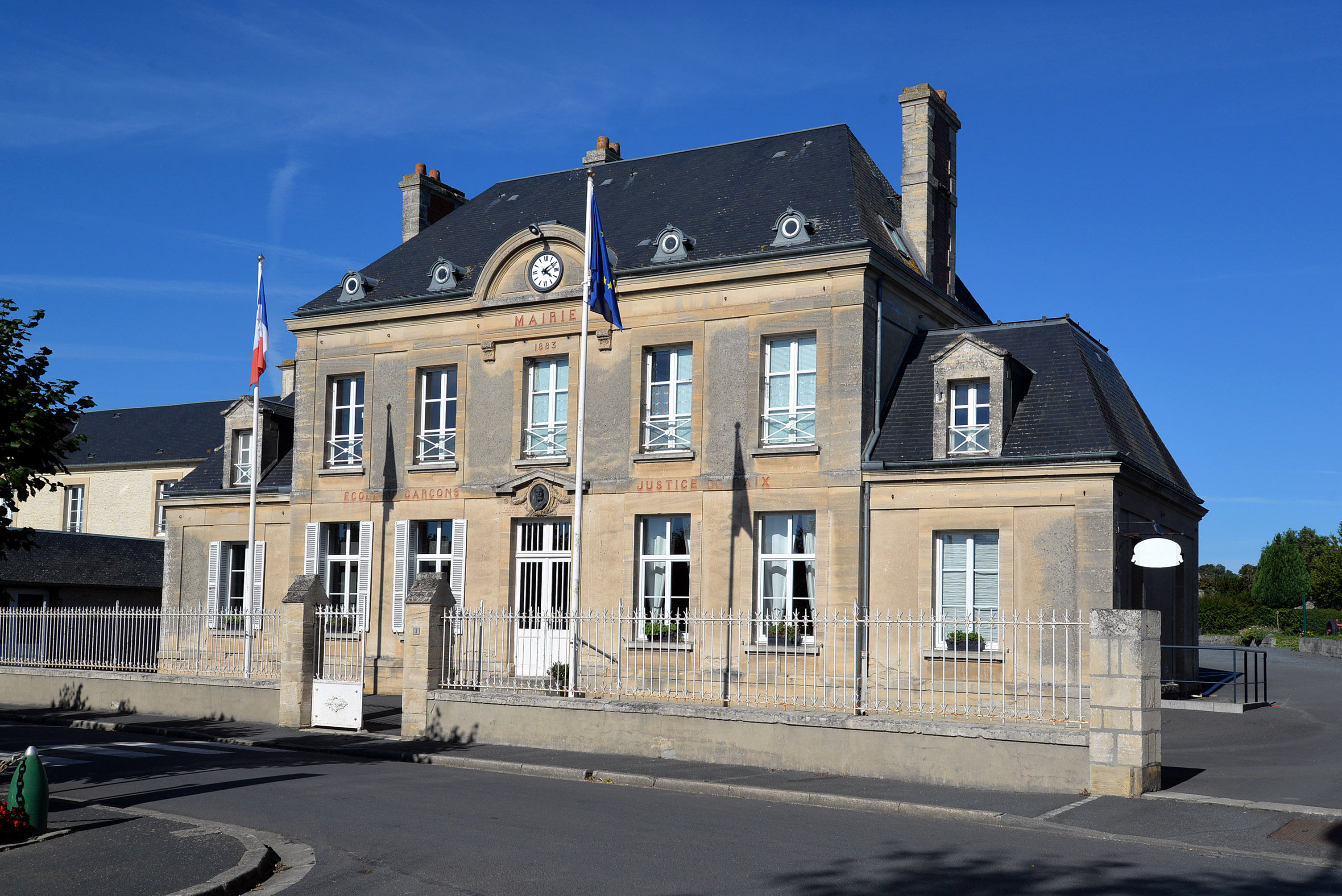
La mairie.
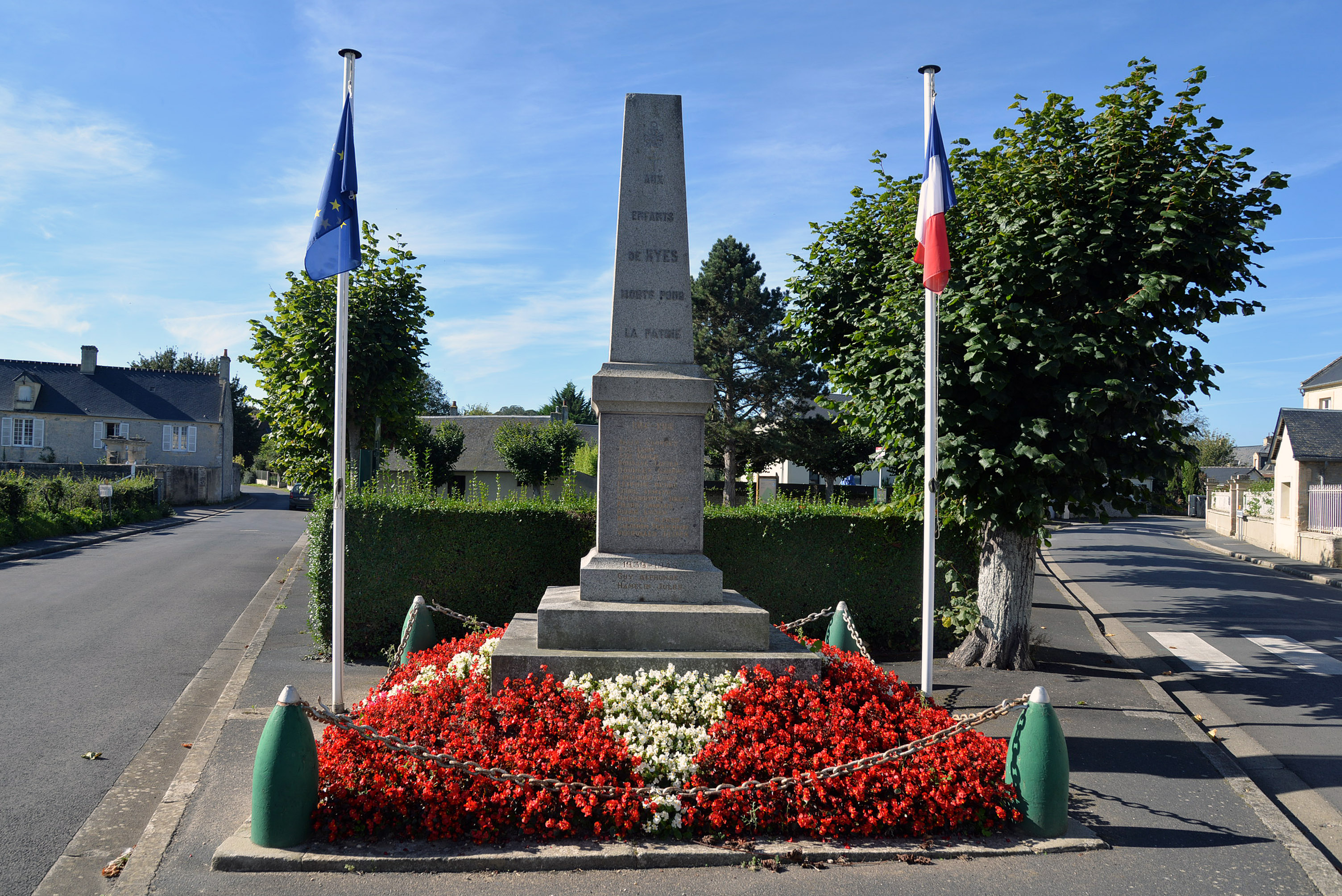
Le monument aux morts en face de la mairie.

## Démographie
L'évolution du nombre d'habitants est connue à travers les recensements de la population effectués dans la commune depuis 1793. Pour les communes de moins de 10 000 habitants, une enquête de recensement portant sur toute la population est réalisée tous les cinq ans, les populations de référence des années intermédiaires étant quant à elles estimées par interpolation ou extrapolation. Pour la commune, le premier recensement exhaustif entrant dans le cadre du nouveau dispositif a été réalisé en 2005.
En 2022, la commune comptait 491 habitants, en évolution de −3,91 % par rapport à 2016 (Calvados : +1,58 %, France hors Mayotte : +2,11 %).
| 1793 | 1800 | 1806 | 1821 | 1831 | 1836 | 1841 | 1846 | 1851 |
| ---- | ---- | ---- | ---- | ---- | ---- | ---- | ---- | ---- |
| 601  | 559  | 589  | 568  | 531  | 544  | 553  | 524  | 551  |

| 1856 | 1861 | 1866 | 1872 | 1876 | 1881 | 1886 | 1891 | 1896 |
| ---- | ---- | ---- | ---- | ---- | ---- | ---- | ---- | ---- |
| 538  | 506  | 470  | 437  | 420  | 430  | 416  | 433  | 445  |

| 1901 | 1906 | 1911 | 1921 | 1926 | 1931 | 1936 | 1946 | 1954 |
| ---- | ---- | ---- | ---- | ---- | ---- | ---- | ---- | ---- |
| 418  | 411  | 359  | 303  | 326  | 305  | 301  | 330  | 403  |

| 1962 | 1968 | 1975 | 1982 | 1990 | 1999 | 2005 | 2006 | 2010 |
| ---- | ---- | ---- | ---- | ---- | ---- | ---- | ---- | ---- |
| 359  | 377  | 338  | 317  | 421  | 450  | 472  | 474  | 496  |

| 2015 | 2020 | 2022 | - | - | - | - | - | - |
| ---- | ---- | ---- | - | - | - | - | - | - |
| 506  | 499  | 491  | - | - | - | - | - | - |

## Culture locale et patrimoine

### Lieux et monuments
- L'église Saint-Martin des XIIe et XIIIe siècles fait l'objet d'un classement au titre des monuments historiques par la liste de 1840[26].
- Plaque commémorant la rencontre historique entre Hubert de Ryes et Guillaume duc de Normandie.
- Manoir du Pavillon, XVIIe siècle.
- Pavillon Saint-Martin, XIXe siècle.
- Cimetière militaire britannique. Il compte 979 tombes, dont 630 Britanniques, 21 Canadiens, un Australien, un Polonais et 326 Allemands.

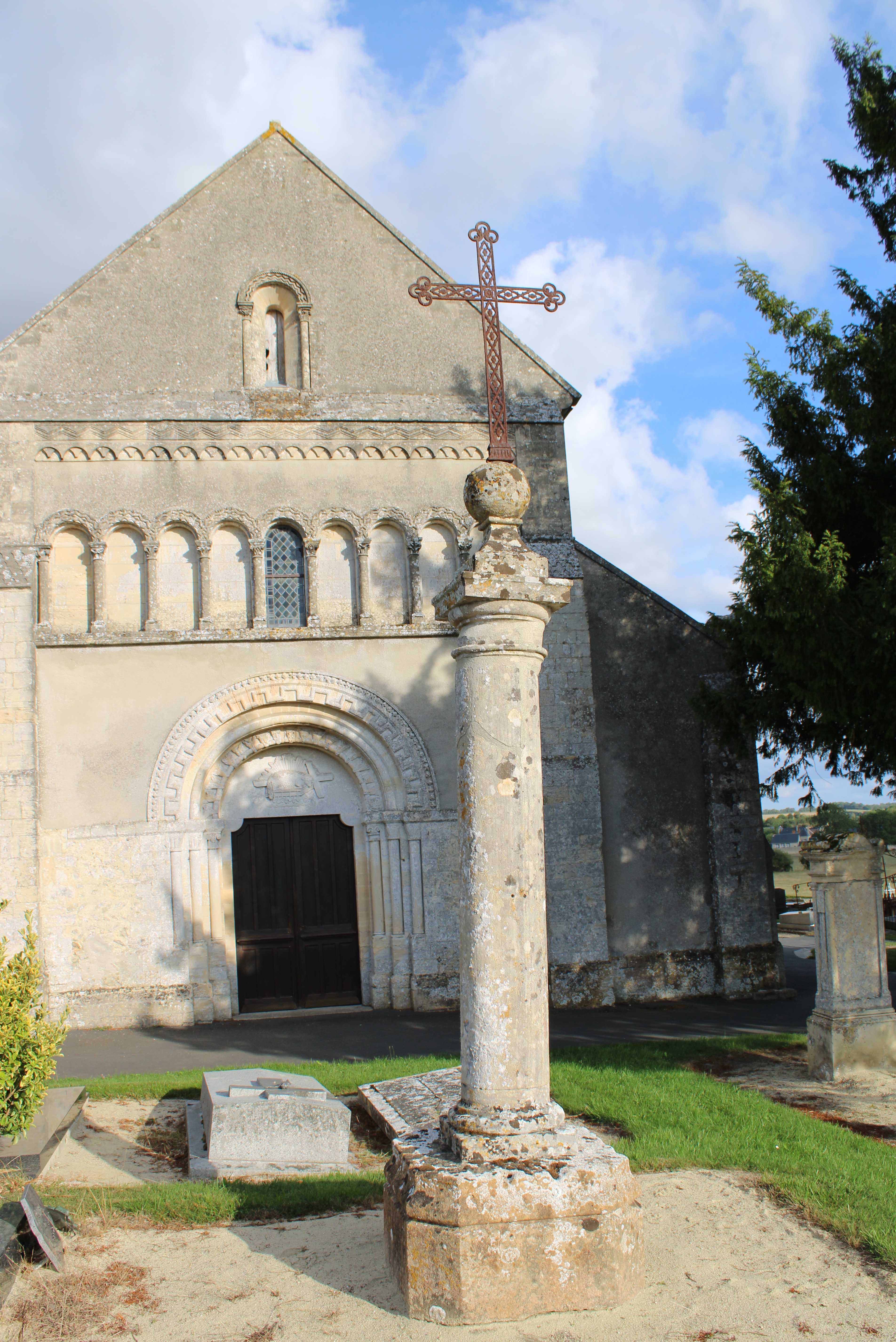
Le calvaire de l'église.
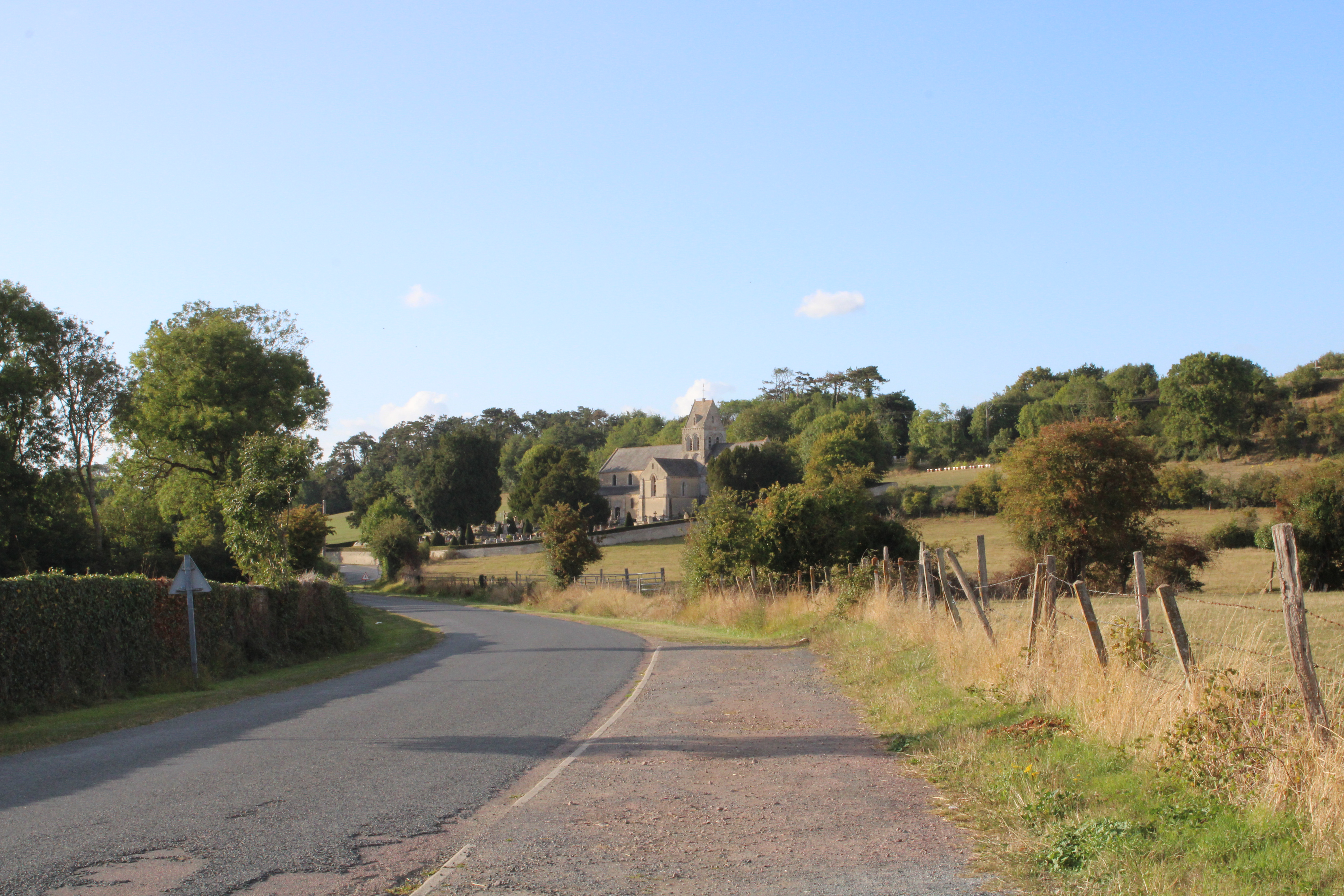
Vue de l'église située à l'écart du village.
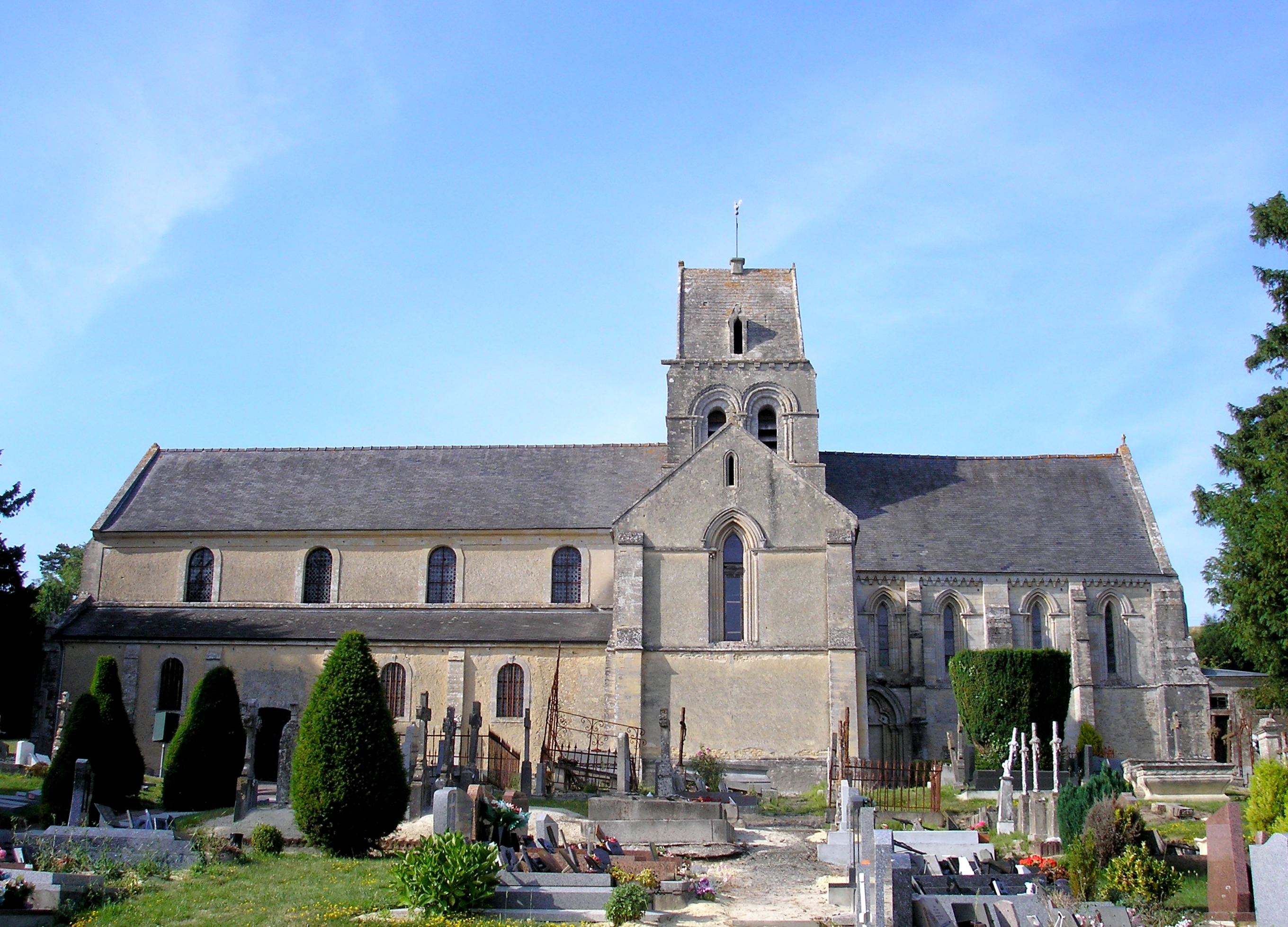
Église Saint-Martin.
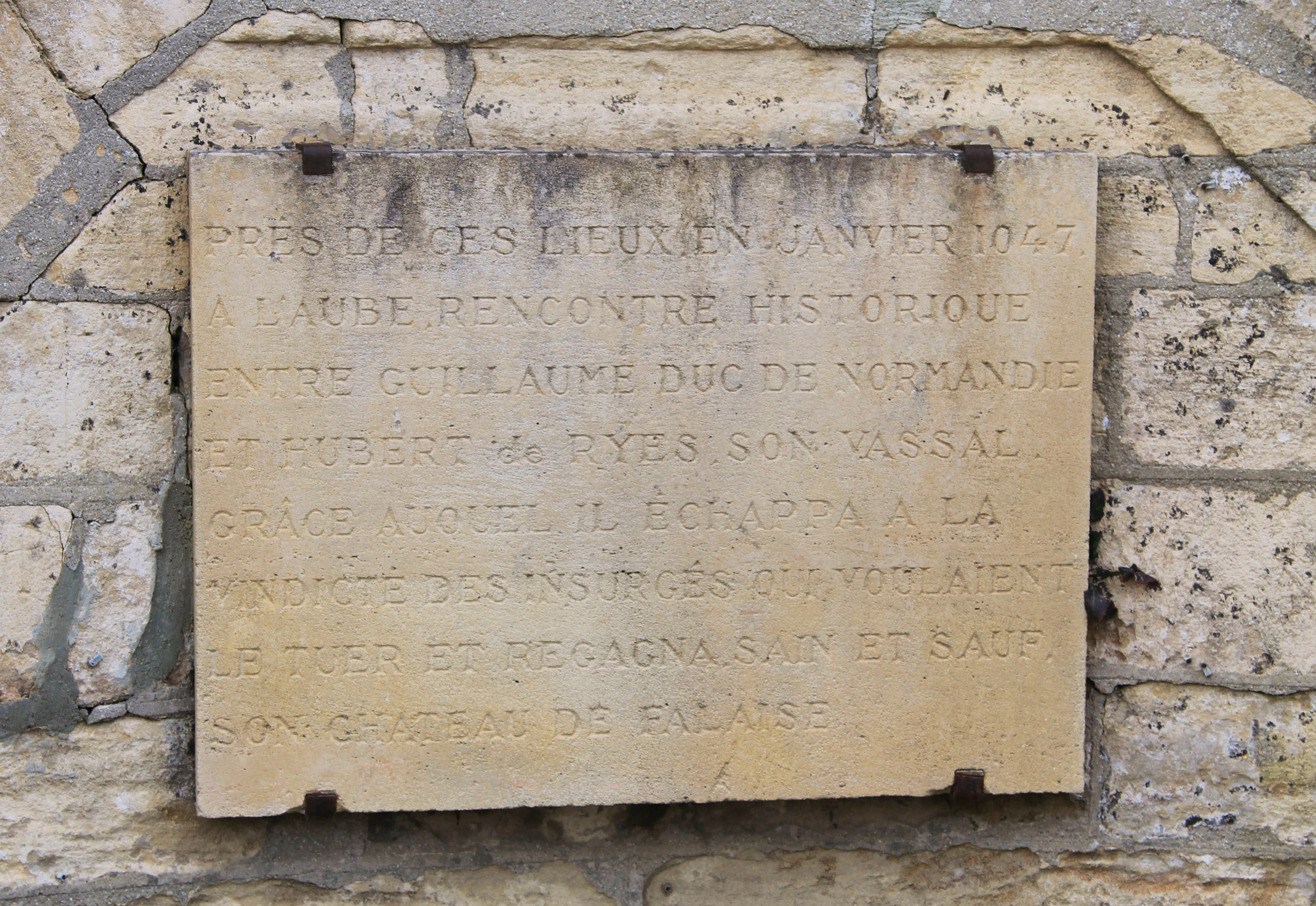
Plaque commémorative de l'histoire de Guillaume le Conquérant.
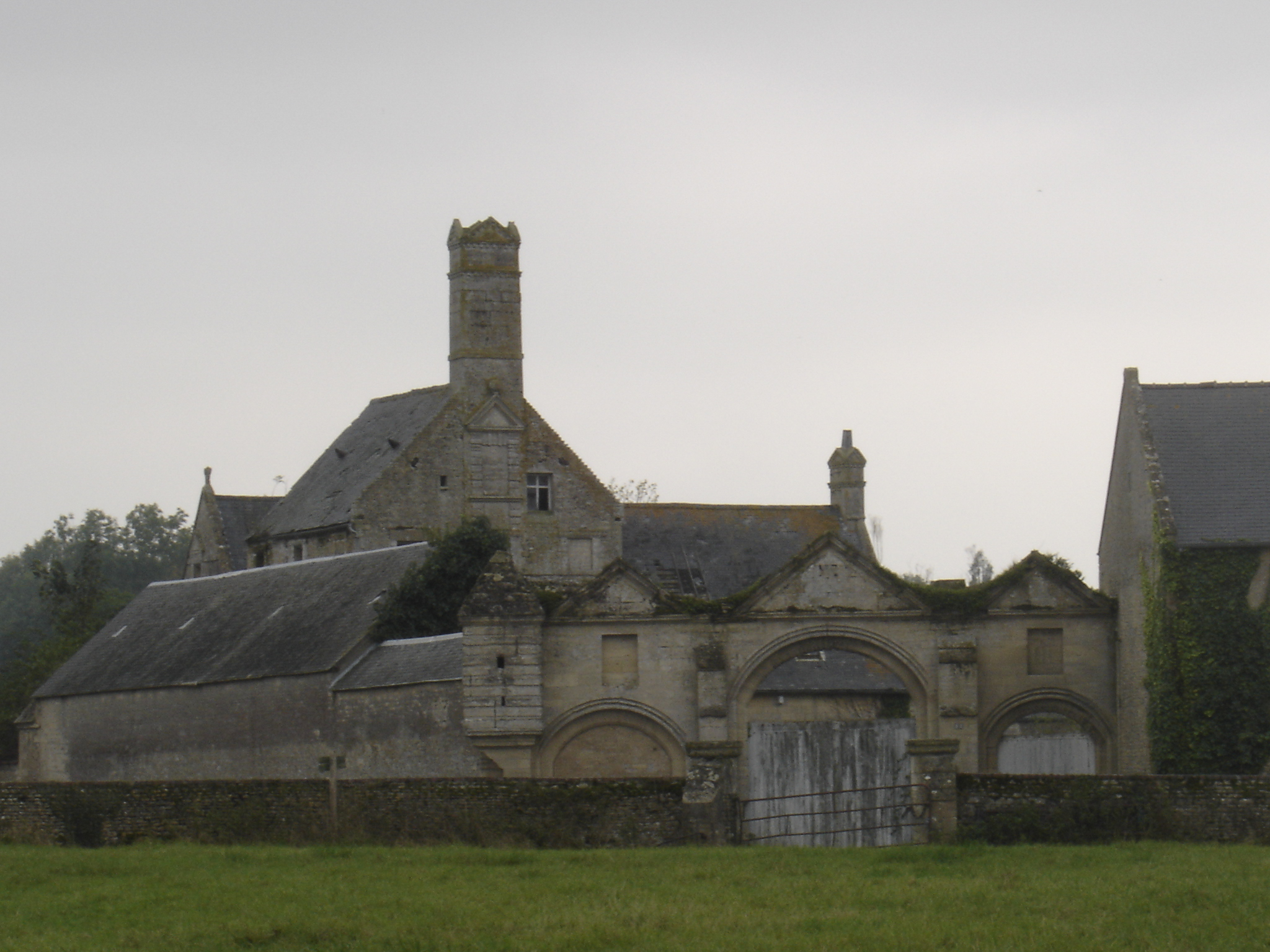
Manoir du Pavillon.

Cartes postales anciennes
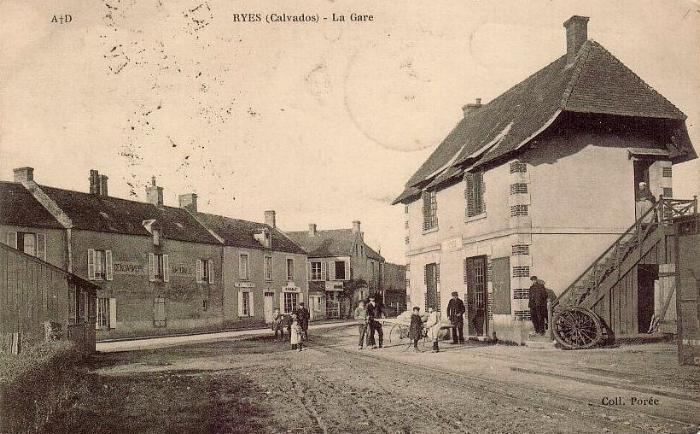
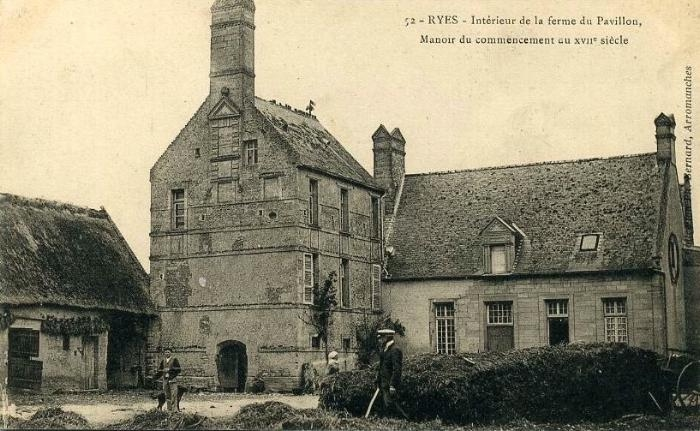
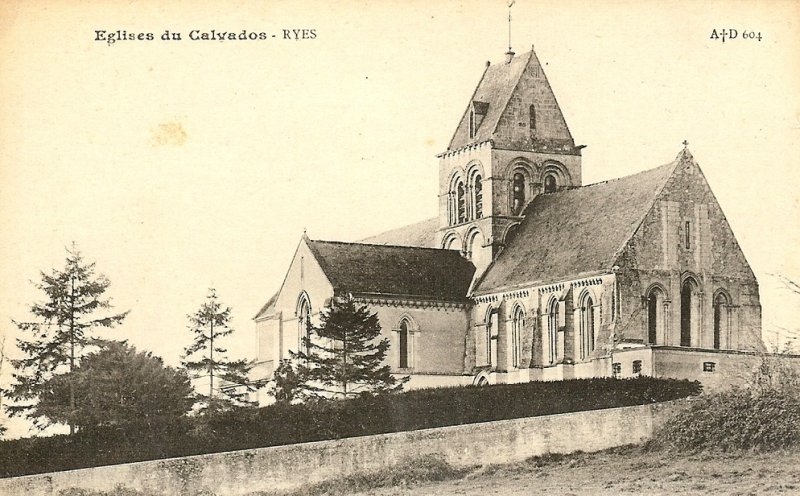
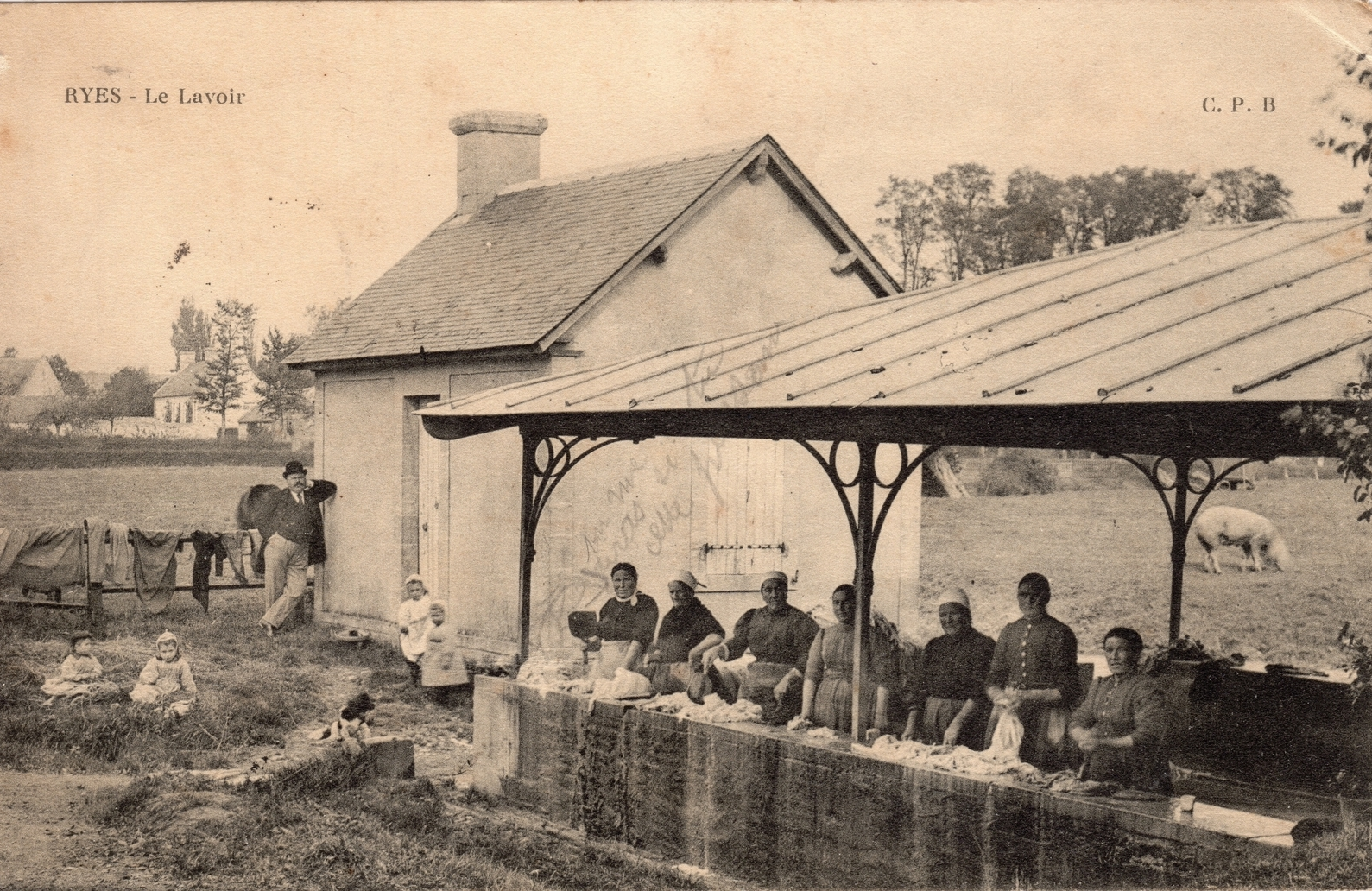
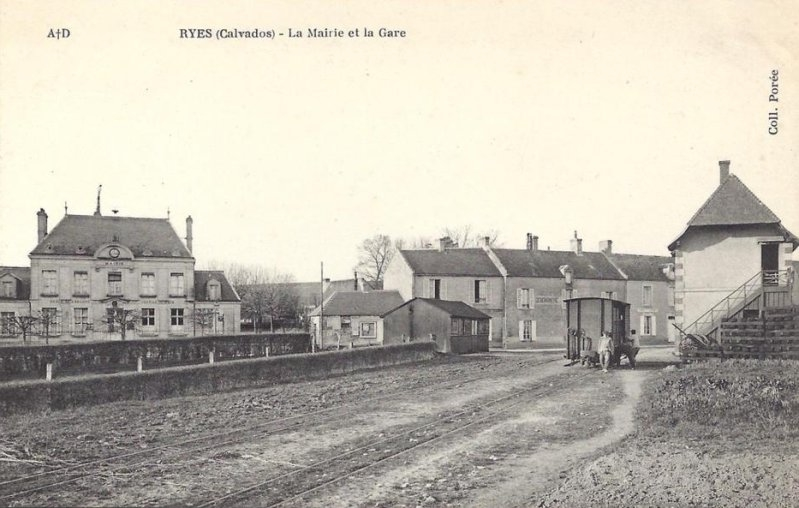
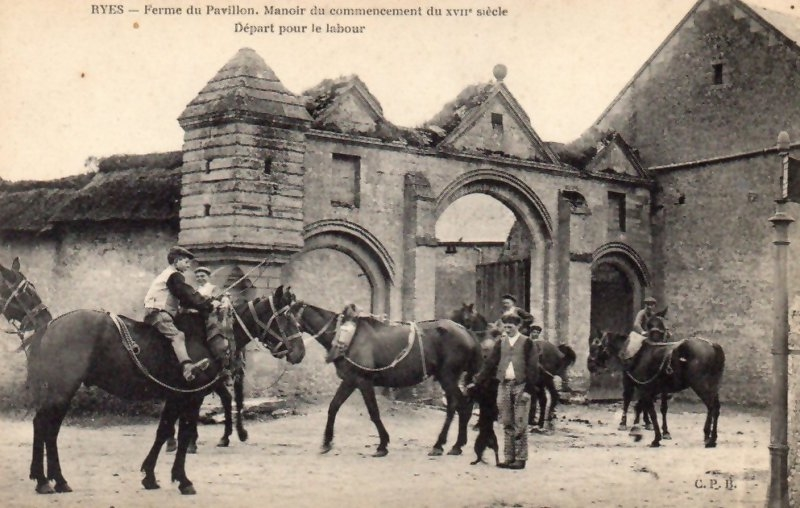

### Personnalités liées à la commune
- Ryes fut le fief d'une famille de seigneurs du Bessin dont sont issus Eudes le Sénéchal, Hubert de Ryes et Robert de Ryes (XIe siècle).
- Pierre Hervieu (1809 à Ryes-1865 à Ryes), homme politique.

### Héraldique
| Armes de Ryes | Les armes de la commune se blasonnent ainsi : D'azur à la fasce d'argent accompagnée en chef de deux glands posés en barre et en pointe d'un croissant soutenant une moucheture d'hermine, le tout du même. |